# Вер-сюр-Мер
Вер-сюр-Мер (фр. Ver-sur-Mer) — коммуна во Франции, находится в регионе Нижняя Нормандия. Департамент коммуны — Кальвадос. Входит в состав кантона Ри. Округ коммуны — Байё.
Код INSEE коммуны — 14739.

## Население
Население коммуны на 2010 год составляло 1572 человека.
| 1962 | 1968 | 1975 | 1982 | 1990 | 1999 | 2010 |
| ---- | ---- | ---- | ---- | ---- | ---- | ---- |
| 623  | 580  | 701  | 966  | 1359 | 1307 | 1572 |

## Экономика
В 2010 году среди 945 человек трудоспособного возраста (15—64 лет) 646 были экономически активными, 299 — неактивными (показатель активности — 68,4 %, в 1999 году было 65,1 %). Из 646 активных жителей работали 588 человек (321 мужчина и 267 женщин), безработных было 58 (21 мужчина и 37 женщин). Среди 299 неактивных 67 человек были учениками или студентами, 140 — пенсионерами, 92 были неактивными по другим причинам.

## История
В июне 1944 г. морское побережье Нормандии стало местом высадки десанта войск западных союзников по антигитлеровской коалиции США и стран Британского содружества наций. В память солдат Содружества Великобритания близ деревни открыла в 2021 г. Британско-нормандский мемориал.